# Juquiá
Juquiá é um município brasileiro do estado de São Paulo. Localizado na Mesorregião do Litoral Sul Paulista e na Microrregião de Registro. O município é formado somente pelo distrito sede, que inclui o povoado de Cedro.

## Toponímia
O nome Juquiá, em tupi, pode significar "rio sujo", "espinho de fruta" ou "armadilha para peixe".

## História
A povoação de Santo Antônio de Juquiá foi fundada em 1829 por Felipe Fernandes. Em abril de 1853, foi elevada à condição de freguesia (ainda pertencendo a Iguape) e, com o advento da República, de distrito. O nome Juquiá só foi oficializado com a Lei nº 9073, de 31 de março de 1938.
Em 30 de novembro de 1938, o distrito passou a pertencer ao município de Prainha, que a partir de 1944 se chamaria Miracatu. Em 24 de dezembro de 1948, ocorreu a emancipação, pela Lei nº 233/1948.

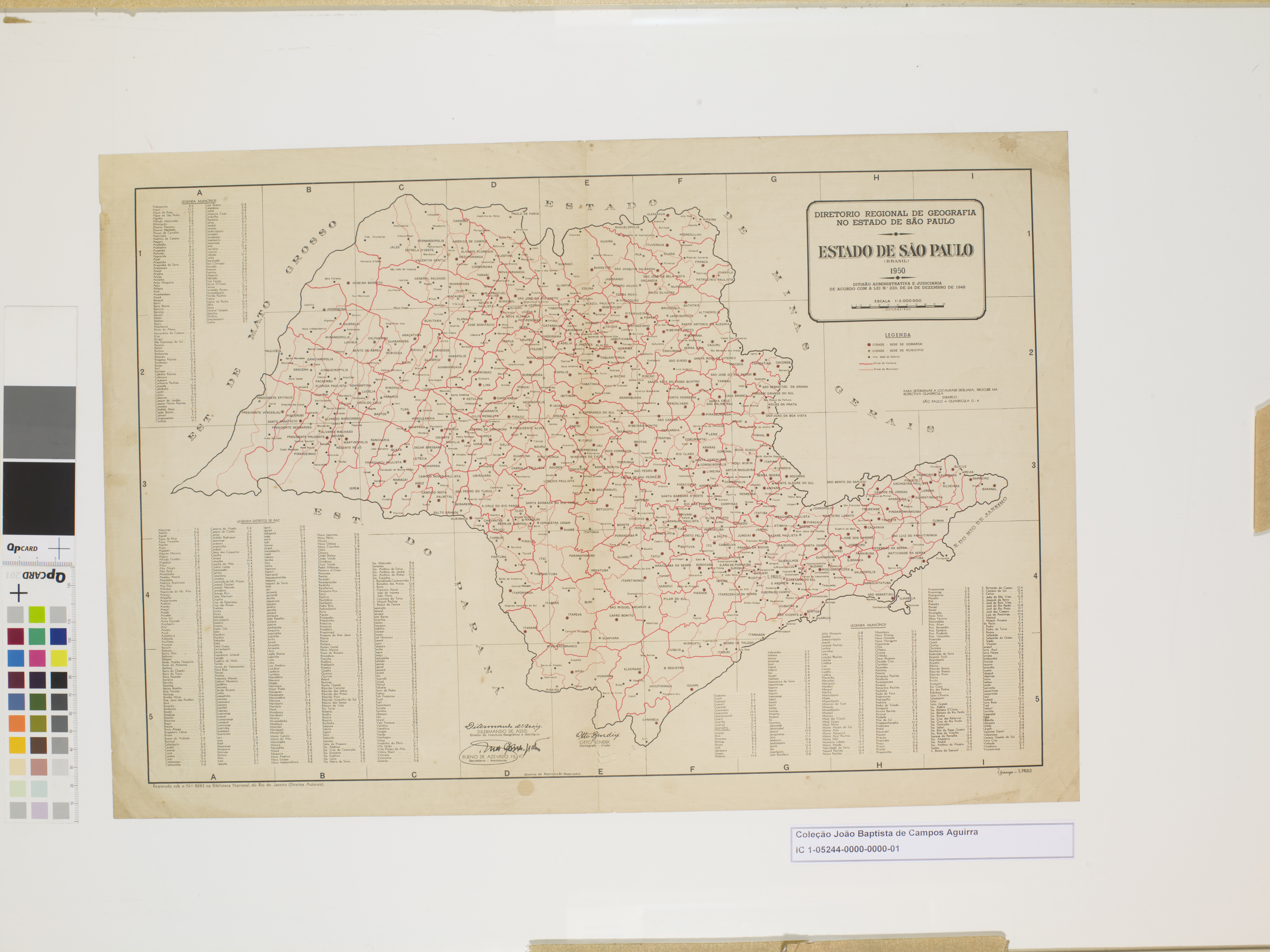
Estado de São Paulo (1948).

## Geografia
Juquiá localiza-se na microrregião de Registro, Vale do Ribeira, sul do estado, à latitude 24º19'15" sul e à longitude 47º38'05" oeste; tem altitude de 17 metros.
Localizada entre São Paulo e Curitiba, faz divisa com Miracatu, Sete Barras, Registro, Iguape e Tapiraí, sua população, conforme estimativas do IBGE de 2018, era de 18 908 habitantes.

### Hidrografia
O município também é cortado por três rios: O rio Juquiá que deságua no rio Ribeira do Iguape e que se origina nos rios Juquiá-Guaçu, Assungüi e São lourenço, ambos no município de Juquiá.
A cidade também possui duas usinas hidrelétricas: a Usina Hidrelétrica Salto do Iporanga no bairro Iporanga e a Usina Hidrelétrica Alecrim no bairro Juquiá-Guaçu, pertencentes a Companhia Brasileira de Alumínio.

### Rodovias
A cidade é cortada por três rodovias: a BR-116, também chamada de Rodovia Régis Bittencourt, a SP-79, que liga Juquiá ao município de Sorocaba e a SP-165, que liga Juquiá ao município de Sete Barras.

### Ferrovias
A cidade também é cortada pela Linha Santos-Juquiá da antiga Estrada de Ferro Sorocabana que liga Juquiá ao Porto de Santos, cortando toda a região litorânea da Baixada Santista. Dessa linha férrea, segue-se uma extensão para trens cargueiros conhecida como Extensão Juquiá-Cajati da antiga Fepasa, que interliga o município à Cajati, atendendo a indústria cimenteira dessa localidade. Após serem privatizadas no final da década de 1990, ambas estão desativadas desde 2003 para o transporte de cargas. O transporte de passageiros na Linha Santos-Juquiá cessou em 1997. Com a devolução de ambas as linhas férreas para o Governo Federal, pretende-se reativá-las para fins turísticos. 

## Demografia
Dados do Censo - 2010
População total: cerca de 19.246
- Urbana: 12.139
- Rural: 7.107
- Homens: 9.740
- Mulheres: 9.506
- Densidade demográfica (hab./km²): 23,68
- Mortalidade infantil até 1 ano (por mil): 15,7
- Expectativa de vida (anos): 74,4
- Taxa de fecundidade (filhos por mulher): 2,4
- Taxa de alfabetização: 86,54%
- Índice de Desenvolvimento Humano (IDH-M): 0,700
- IDH-M Renda: 0,654
- IDH-M Longevidade: 0,823
- IDH-M Educação: 0,637

(Fonte: Atlas do Desenvolvimento do Brasil)

## Política e administração
- Prefeito: Gilberto Tadashi Matsusue (2021/2024)
- Vice-prefeita: Maria Inês Martins Cavalcante

## Economia
A economia do município provém-se da piscicultura, pecuária e agricultura em pequena escala, empregando formalmente 574 pessoas, com uma renda média de R$458,10 (SEADE, 2007).
De acordo com dados do SEADE a agricultura de Juquiá em 2007 era formado por um rebanho:
- bovinos:8.202
- bubalinos: 69
- caprinos: 90
- galinhas: 700
- galos, frangas, frangos e pintos: 10.000
- muares: 100
- ovinos: 212
- suínos 1.100
Ainda de acordo com o SEADE, 2007, Juquiá teve uma produção de:
- leite: 583.000 litros/ano
- mel de abelha: 4.000 kg
- ovos de galinha: 12 mil dúzias
- arroz: 4 toneladas
- banana: 78.625 cachos
- coco: 198 mil frutos
- feijão: 8 toneladas
- milho: 47 toneladas
A área cultivada foi a seguinte:
- arroz: 4 ha
- banana: 3.145 ha
- coco: 33 ha
- feijão: 10 ha
- milho: 26 ha
- Total: 3.218 ha

## Infraestrutura

### Comunicações
O sistema de telefones automáticos foi inaugurado na cidade em 1979 pela Telecomunicações de São Paulo (TELESP), que também implantou o sistema de discagem direta à distância (DDD) em 1982 com o código de área (0138). Anteriormente a cidade era atendida pela Cia. Telefônica de Itanhaém.
Na década de 90 o código DDD da cidade foi alterado para (013), para padronização do sistema telefônico com a telefonia celular que estava sendo implantada em todo o estado.

### Educação
Para o ensino superior, o município conta com a UNIARARAS e a Universidade Metropolitana de Santos (UNIMES).

## Pessoas ilustres
- Lista dos juquiaenses biografados na Wikipédia

## Religião
O Cristianismo se faz presente na cidade da seguinte forma:

### Igreja Católica
- A igreja faz parte da Diocese de Registro.[16]

### Igrejas Evangélicas
Entre as igrejas protestantes históricas, pentecostais e neopentecostais, encontram-se na cidade:
- Assembleia de Deus Ministério do Belém.[19][20]
- Congregação Cristã no Brasil.[21]